# Christian Specht (Theologe)
Christian Specht (* 30. August oder 2. September 1647 in Göttingen; † 8. August 1706 in Wolfenbüttel) war ein deutscher evangelischer Theologe.

## Leben
Der Sohn des Göttinger Generalsuperintendenten Christoph Specht und dessen Frau Dorothea (* 18. März 1628 in Uslar, † 1680 ebenda), die Tochter des Superintendenten in Holzminden Johann Gatzemeier (* 1570 in Moringen-Solling; † August 1634 in Holzminden) wurde am 2. September 1647 in der St. Johanniskirche in Göttingen getauft. Er besuchte das Gymnasium seiner Heimatstadt und studierte an der Universität Jena, wo er 1670 Magister der philosophischen Wissenschaften wurde. Bald darauf ging er als Diakon nach Wunstorf.
Specht heiratete 1674 Ilse Lucia (* 1649 in Hannover; † 5. Februar 1709 in Braunschweig), die Tochter des Anton Steding. 1676 wurde er Pastor an der Kreuzkirche in Hannover.
In der damaligen Residenzstadt wurde ihm am 5. Mai 1679 seine Tochter, die spätere Dichterin Anna Margareta Pfeffer geboren.
Für den 1683 verstorbenen und in der Marktkirche bestatteten hannoverschen Bürgermeister David Amsing verfasste Specht – ergänzend zu der Leichenpredigt des Pastors Georg Hilmar Ising, die später von dem fürstlichen Braunschweig-Lüneburgischen Hofbuchdrucker Georg Friedrich Grimm gedruckt wurde – einen Reim auf den Verstorbenen.
1689 kam er als Nachfolger von Johann Wilhelm Petersen, nach Eutin. Als Konsistorialrat, Hofprediger und Superintendent war er der Leitende Geistliche im Hochstift Lübeck.
1692 ging er nach Wolfenbüttel als Generalsuperintendent, Konsistorialrat und Oberpfarrer an der Marienkirche. 1693 wurde er Abt im Kloster Riddagshausen, dessen Predigerseminar er mit errichtete, und avancierte zum Oberhofprediger des braunschweigisch-lüneburgischen Herzogtums. In Spechts Zeit fallen die Auswirkungen der Theologie des Georg Calixt. So wurden in den Braunschweiger Landen die reformierten und römisch-katholischen Gottesdienste offiziell zugelassen. Die Konversion der Potentaten des Herzogtums Braunschweig-Lüneburg zur römisch-katholischen Kirche wurde von Specht unterstützt.

## Schriften (Auswahl)
- Ein theurer Pan ist tod … In: Georg Hilmar Ising: Gläubiger Christen Himlisches Bürger-Recht/ Aus dem Tröstlichen Sprüchlein Phil 3. v. 20. 21. Bey Hochansehnlicher und sehr Volckreicher Leichbestattung Des Weyland WohlEdlen/ Vest/ Hochgelahrten und Hochweisen Herrn Hrn. David Amsings/ Fürtrefflichen ICti, und Hochverdienten 20. Jährigen Bürgermeisters dieser löblichen Stadt Hannover/: Als derselbe Am 11. Novembr. Anno 1683. frühe Morgens umb 2. Uhr im 66. Jahr seines Alters selig im HErren entschlaffen/ und folgenden 23. Novembr. war der 4. Advents-Sontag zu SS. Jac. und Georgi[i] in seine Ruhe-stette beygesetzet wurde. / Denen anwesenden Leidtragenden zum Trost/ und der gesambten Christl. Hochansehnlichen Versamlung/ zum nützlichem Unterricht erkläret und fürgestellet Von M. Georgio Hilmaro Isingio Pastore an der Haupt-Kirchen SS. Jacobi & Georgi[i]. Georg Friedrich Grimm, Hannover 1683, S. 49–52; Digitalisat im Gesamtkatalog deutschsprachiger Leichenpredigten (GESA) und als Verzeichnis der im deutschen Sprachraum erschienenen Drucke des 17. Jahrhunderts (VD 17) in der Niedersächsischen Staats- und Universitätsbibliothek Göttingen